# Stazione meteorologica di Mazzin
La stazione meteorologica di Mazzin è la stazione meteorologica di riferimento relativa alla località di Mazzin.

## Coordinate geografiche
La stazione meteorologica è situata nell'Italia nord-orientale, in Trentino-Alto Adige, in provincia di Trento, nel comune di Mazzin, a 1.379 metri s.l.m..

## Dati climatologici
Secondo i dati medi del trentennio 1961-1990, la temperatura media del mese più freddo, gennaio, si attesta ai -5,1 °C, mentre quella del mese più caldo, luglio, è di +14,6 °C .
| Mazzin             | Mesi  | Mesi  | Mesi | Mesi | Mesi | Mesi | Mesi | Mesi | Mesi | Mesi | Mesi | Mesi | Stagioni | Stagioni | Stagioni | Stagioni | Anno |
| Mazzin             | Gen   | Feb   | Mar  | Apr  | Mag  | Giu  | Lug  | Ago  | Set  | Ott  | Nov  | Dic  | Inv      | Pri      | Est      | Aut      | Anno |
| ------------------ | ----- | ----- | ---- | ---- | ---- | ---- | ---- | ---- | ---- | ---- | ---- | ---- | -------- | -------- | -------- | -------- | ---- |
| T. max. media (°C) | 1,5   | 5,0   | 8,2  | 12,2 | 16,5 | 19,7 | 21,9 | 21,9 | 19,5 | 14,2 | 6,3  | 2,0  | 2,8      | 12,3     | 21,2     | 13,3     | 12,4 |
| T. min. media (°C) | −11,6 | −10,1 | −6,2 | −1,9 | 1,8  | 5,7  | 7,2  | 6,7  | 4,2  | 0,0  | −4,7 | −9,7 | −10,5    | −2,1     | 6,5      | −0,2     | −1,5 |